# Kościół św. Wojciecha i św. Stanisława w Dąbrowicach
Kościół Świętego Wojciecha i Świętego Stanisława – rzymskokatolicki kościół parafialny należący do dekanatu Krośniewice diecezji łowickiej.
Obecna neogotycka, trójnawowa świątynia została wzniesiona w 1834 roku dzięki staraniom księdza Michała Kurowskiego. konsekrowana została w 1842 roku przez księdza Józefa Goldtmannna, biskupa nominata sandomierskiego. Kościół posiada prezbiterium zamknięte apsydą i jest zwrócony w stronę zachodnią. Od frontu Jest umieszczona czworoboczna wieża. Do wyposażenia świątyni należy pięć ołtarzy: ołtarz główny ozdobiony rzeźbą Pana Jezusa Ukrzyżowanego oraz ołtarze boczne ozdobione obrazami; "Przemienienie Pańskie", "św. Anna", "św. Antoni" i "św. Jan Nepomucen".